# Marie Elise Loke
Marie Elise Loke (* 7. August 1870 in Hoorn; † 2. Februar 1916 in Groningen) war eine niederländische Romanistin.

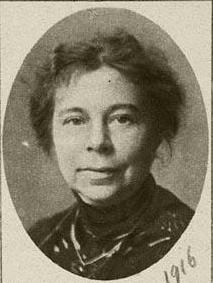
Marie Loke

## Leben und Werk
Marie Loke studierte bei Jean-Jacques Salverda de Grave und war von 1902 bis 1907 Gymnasiallehrerin für Französisch. Sie promovierte 1906 an der Universität Toulouse bei Alfred Jeanroy mit der Arbeit Les versions néerlandaises de Renaud de Montauban, étudiées dans leurs rapports avec le poème français (Toulouse 1906) und wurde – in einer Zeit geringen Frauenanteils an der Wissenschaft – 1907 die erste niederländische Lektorin (für neue Französisch an der Universität Groningen). In ihrer Inauguration sprach sie über Les débuts du roman personnel: Mme de Charrière et son oeuvre [Lettres de Mistriss Henley, Lettres écrites de Lausanne, Caliste und die Briefe zwischen Isabelle de Charrière und Constant d'Hermenches.]

## Weitere Werke
- (Übersetzerin) De roman van Tristan en Isolde naar de bewerking van Joseph Bédier, Leiden 1903, Amsterdam 1955; Tristan en Isolde, Utrecht 1979